# Sławoszew
Sławoszew (prononciation : [swaˈvɔʂɛf]) est un village polonais de la gmina de Kotlin dans le powiat de Jarocin de la voïvodie de Grande-Pologne dans le centre-ouest de la Pologne.
Il se situe à environ 5 kilomètres au nord-est de Kotlin (siège de la gmina), à 13 kilomètres à l'est de Jarocin (siège du powiat) et à 73 kilomètres au sud-est de Poznań (capitale régionale).
Le village possédait une population approximative de 400 habitants en 2010.

## Histoire
De 1975 à 1998, le village faisait partie du territoire de la voïvodie de Kalisz.

Depuis 1999, Sławoszew est situé dans la voïvodie de Grande-Pologne.